# Стью
Стью (англ. stew) — англомовна назва групи страв, споріднених з рагу, що готуються з твердих харчових продуктів, які тушкуються в рідині, що служить згодом соусом. Інгредієнтами можуть виступати будь-які комбінації овочів (наприклад, морква, картопля, квасоля, солодкий перець, помідори тощо), м'ясних продуктів і спецій. Для повільного готування підходить жорстке м'ясо, наприклад, яловичина. Крім того, також можуть використовуватися м'ясо птахів, морепродукти і ковбаси. Для тушкування може використовуватися як вода, так і спиртні напої, наприклад, вино або пиво. Зазвичай готують на повільному вогні, що дозволяє ароматам продуктів ретельно змішатися.
Стью схоже на супи, чіткої межі між ними немає, хоча стью відрізняється більш густою консистенцією і готується довше.
Класичним стью є знамените ірландське рагу, яке стало відомим за межами Британських островів завдяки повісті Джерома К. Джерома «Троє в човні, не рахуючи собаки».

## Фотографії

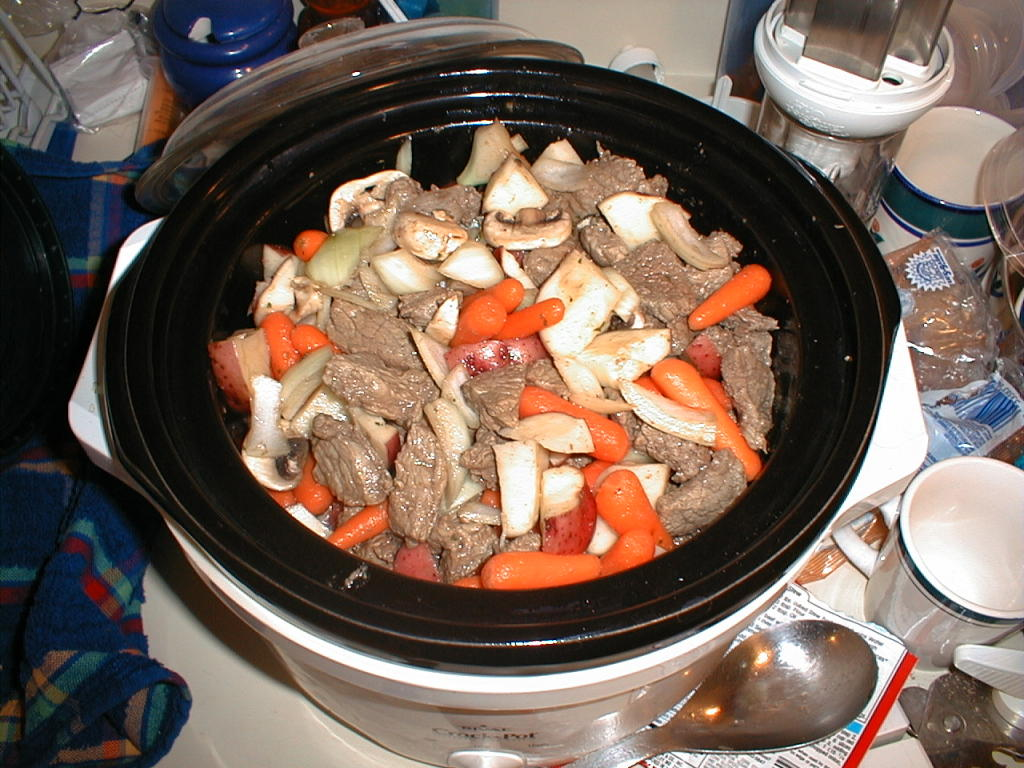
Тушкована яловичина
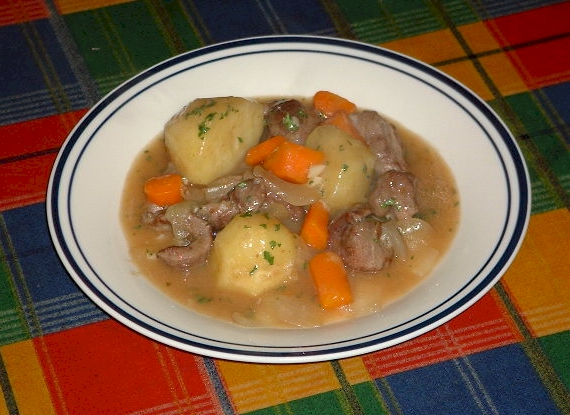
Ірландське рагу
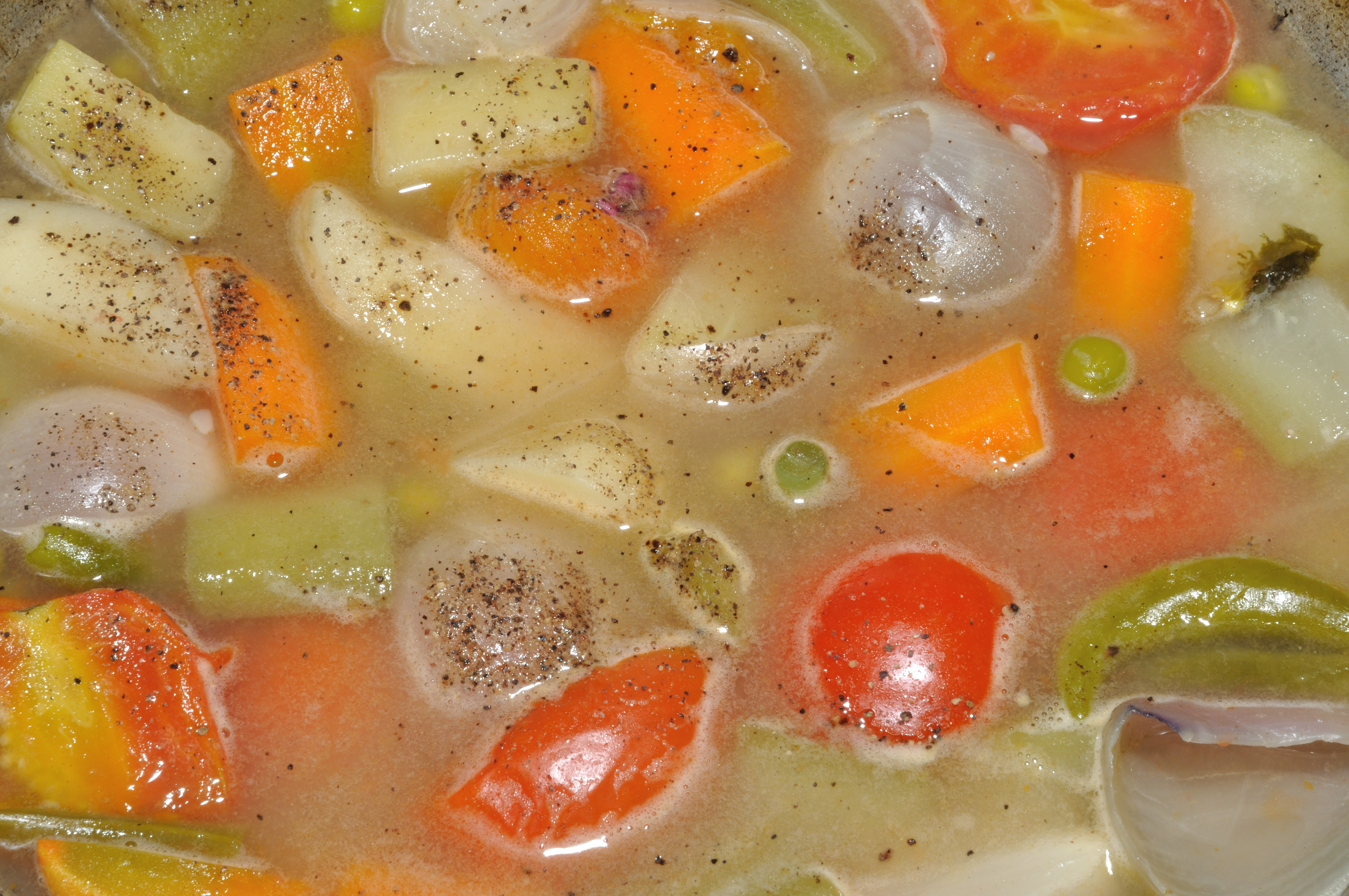
Овочеве стью готується
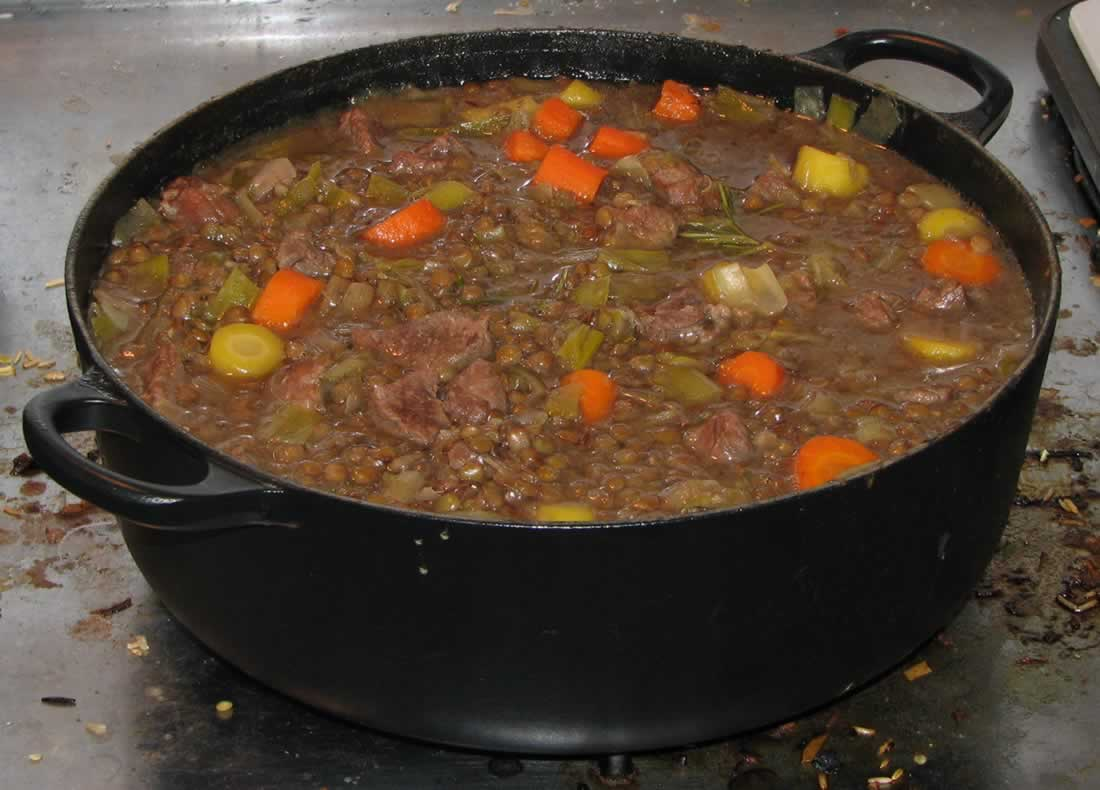
Стью з бараниною
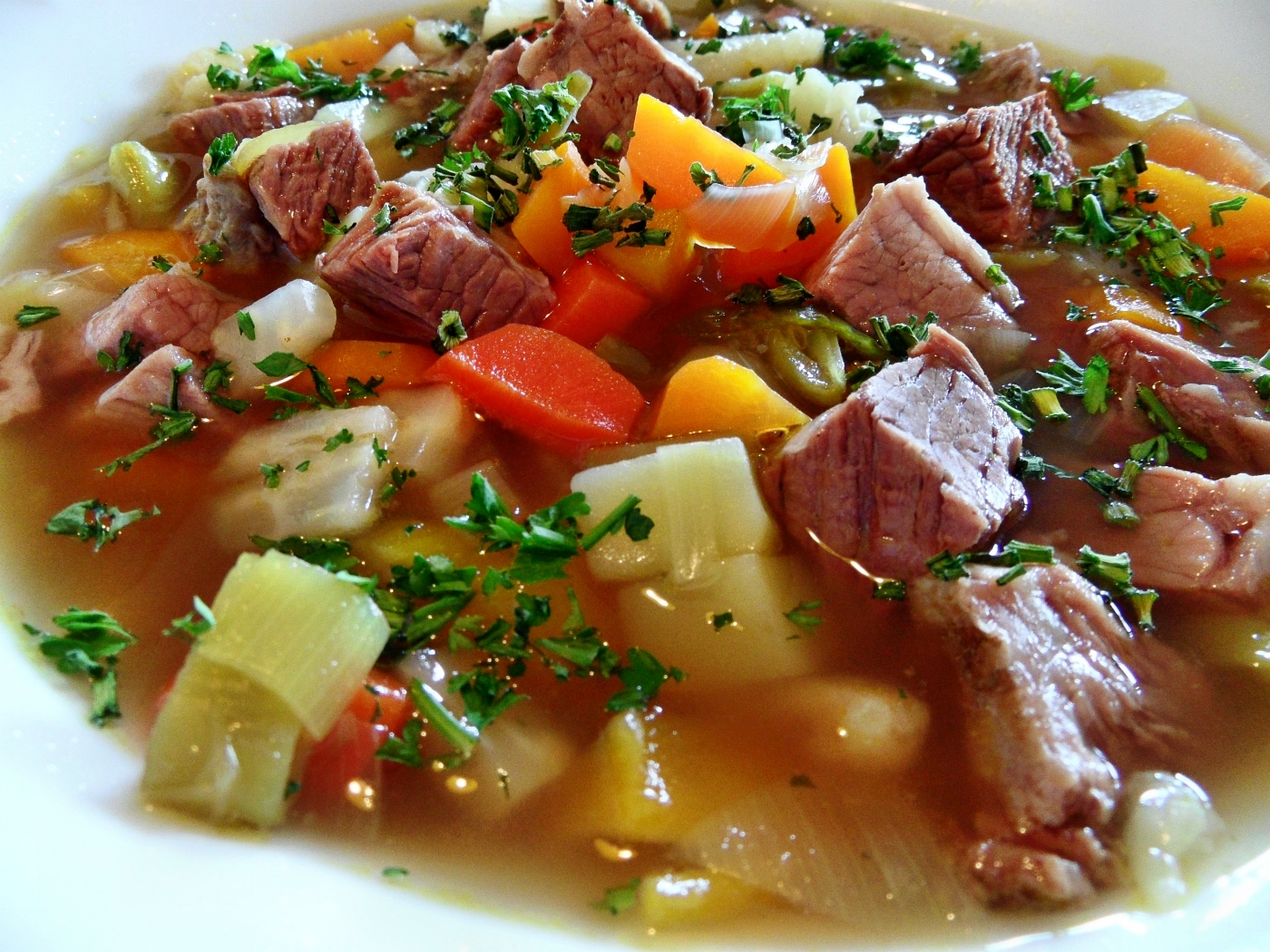
Піхельштайнер (німецьке стью)